# Sint Maarten (Baarland)

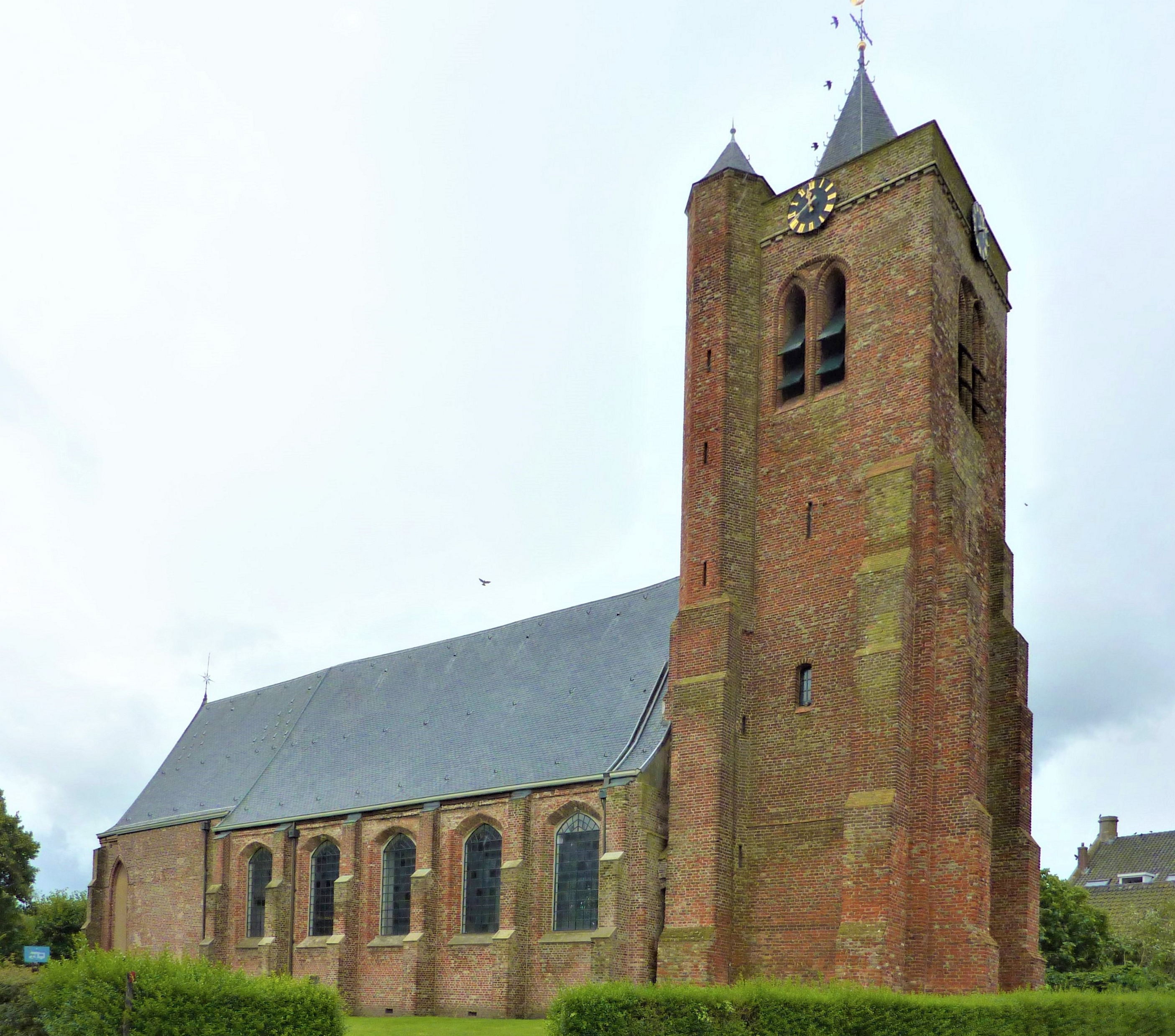
Sint Maarten zu Baarland

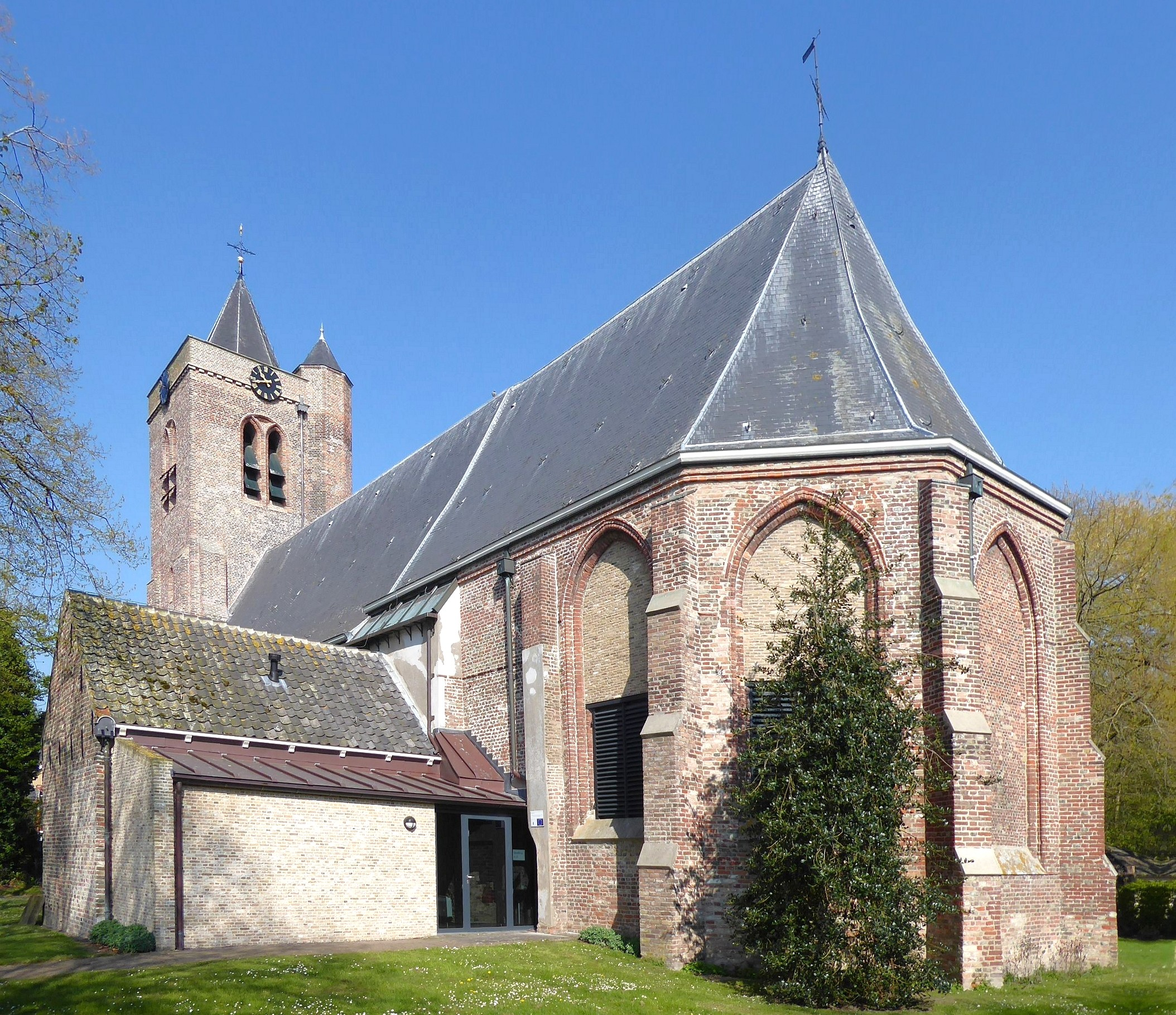
Blick zum Chor

Sint Maarten (deutsch St. Martin) ist die evangelische Pfarrkirche von Baarland (Gemeinde Borsele) in der niederländischen Provinz Zeeland. Die Kirche gehört zur Protestantischen Kirche in den Niederlanden und ist Rijksmonument unter der Nummer 9958.

## Geschichte
Ältester Teil der Kirche ist der massive Turm aus der Mitte des 14. Jahrhunderts. Ihm wurde im Lauf des 15. Jahrhunderts eine dreischiffige Hallenkirche mit dreiseitigem Chorschluss angefügt. Nach Abbruch der Seitenschiffe und Vermauerung der Arkaden 1774 besteht das Gotteshaus heute nur noch aus einem einschiffigen Langhaus, dem früheren Mittelschiff. 
Der Chorraum wurde beim Umbau des Gebäudes mit den Erfordernissen des calvinistischen Gottesdienstes zur Predigtkirche nicht wie so häufig in Zeeland abgebrochen, sondern vermauert und in der Folge als Raum für die Schule genutzt.